# TSA (zespół muzyczny)
TSA (skrót od: Tajne Stowarzyszenie Abstynentów) – polski zespół rockowy, zaliczony do prekursorów heavy metalu w Polsce. Powstał w 1979 roku w Opolu z inicjatywy gitarzysty Andrzeja Nowaka i basisty Tomasza „Whatfora” Zatwarnickiego. Zespół zadebiutował w 1981 roku singlem Mass Media/Wpadka, jednakże pierwszy album studyjny pod tytułem TSA ukazał się dopiero w 1983 roku.
W początkowym okresie działalności TSA czerpał inspirację z dokonań muzycznych grup AC/DC i wczesnego Led Zeppelin, jednak stopniowo rozwijał własny styl oparty na wokalizach Marka Piekarczyka. Nagrania TSA w latach 80. XX w. cieszyły się znaczną popularnością w Polsce, sprzedając się w kilkusettysięcznych nakładach. TSA pozostawał aktywny do 1989 roku w składzie uznawanym za klasyczny. Na początku lat 90. XX w. doszło pomiędzy muzykami do konfliktu o prawa do nazwy zespołu. Istniały wówczas TSA – Nowaka i Piekarczyka oraz TSA-Evolution – Machela i Niekrasza. Ostatecznie w 1992 roku obie grupy zostały rozwiązane. W 1998 roku zespół, w odnowionym składzie został reaktywowany, jednak ponowne konflikty doprowadziły do jego rozpadu we wrześniu 1999 roku.
Na początku XXI w. Nowak, Piekarczyk, Machel, Niekrasz i Kapłon podjęli rozmowy, które przyniosły ugodę między muzykami, co przyczyniło się do wznowienia działalności TSA. W 2004 roku ukazał się pierwszy po reaktywacji album zatytułowany Proceder, który uzyskał nominację do Fryderyka – nagrody polskiego przemysłu fonograficznego. Płyta została wydana przez wytwórnię muzyczną Metal Mind Productions, która tego samego roku wydała szereg reedycji wydawnictw zespołu.
W 2018 roku Marek Piekarczyk opuścił zespół, a nowym wokalistą został Damian Michalski. Grupa w składzie z Michalskim zagrała trzy koncerty, po czym zawiesiła swoją działalność z powodu konfliktów wewnętrznych. Michalski, Niekrasz i Kapłon zdecydowali się kontynuować karierę muzyczną bez udziału Andrzeja Nowaka i Stefana Machela jako TSA Michalski Niekrasz Kapłon.
Ostatnia reaktywacja miała miejsce w 2021 roku, od tamtej pory zespół działał w składzie: Marek Piekarczyk (śpiew), Andrzej Nowak (gitara), Stefan Machel (gitara), Paweł Mąciwoda (gitara basowa), Zbigniew Kraszewski (perkusja). 4 stycznia 2022 zmarł Andrzej Nowak. Grupa kontynuuje działalność w czteroosobowym składzie. Aby odróżnić się od zespołu Michalskiego, Niekrasza i Kapłona, przy swoich wydawnictwach i koncertach posługuje się szyldem TSA Dream Team.

## Historia

### Początki (1979–1982)
Zespół powstał w 1979 roku w Opolu z inicjatywy gitarzysty Andrzeja Nowaka oraz basisty Tomasza Zatwarnickiego. W początkowym okresie działalności w próbach uczestniczyli liczni muzycy, którzy krótko współpracowali z TSA. Rok później Nowak do współpracy zaprosił Janusza Niekrasza, któremu towarzyszył perkusista Marek Kapłon. Do zespołu na krótko dołączył również gitarzysta Ryszard Petelnik. Pierwszy występ TSA odbył się w opolskiej „Bursie”, kolejny w Kędzierzynie. Wkrótce potem zespół opuścił Petelnik, którego zastąpił Marek Raduli, z którym muzycy wystąpili na warsztatach muzycznych w Głubczycach.
Jesienią 1980 roku Nowak zaprosił do współpracy kolejnego gitarzystę – Stefana Machela, z którym wspólnie uczyli się w Studium Kulturalno-Oświatowym. W nowym składzie zespół podjął się przygotowań do występu na XI Muzycznej Jesieni w Grodkowie. Tuż przed koncertem z zespołu odszedł Kapłon. Za perkusją zasiadł Leszek Wojtas i zespół wystąpił na przeglądzie, gdzie zajął 3. miejsce. W nagrodę muzycy otrzymali możliwość rejestracji nagrań w studiu Rozgłośni Opolskiej Polskiego Radia. Podczas sesji nagrano sześć utworów, które zaprezentowano później w radiu. W 1981 roku zespół TSA wystąpił w finale koncertu eliminacyjnego podczas Młodzieżowego Przeglądu Piosenki „Toruń '81” w Nysie. Wkrótce potem do składu powrócił Kapłon, z którym muzycy wielokrotnie próbowali w szczepanowickim klubie „Dworek”. Rosnąca stopniowo popularność zespołu przyczyniła się wkrótce do zaproszenia od węgierskiej formacji Skorpió do udziału w czterech koncertach. Również w 1981 roku zespół pojechał do Jarocina na II Ogólnopolski Przegląd Muzyki Młodej Generacji. Na tym festiwalu już jako gwiazdy wystąpiły zespoły: Dżem, Perfect, Kasa Chorych oraz Ogród Wyobraźni. Entuzjastycznie przyjęty występ zespołu przyczynił się do nagrody publiczności „Złotego Kameleona”, jaką uzyskał. Do Jarocina przyjechał również wokalista Marek Piekarczyk, który występował z zespołem Sektor A. Wkrótce potem Piekarczyk dołączył do TSA, menedżerem zespołu został ówcześnie – Jacek Rzehak.

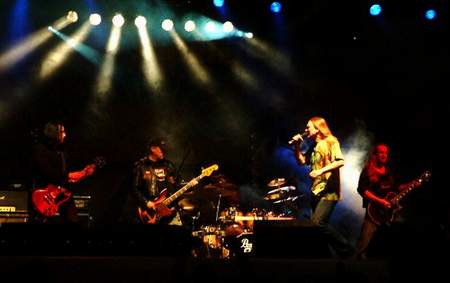
Klasyczny skład TSA podczas koncertu. Od lewej: Stefan Machel (gitara), Janusz Niekrasz (gitara basowa), Marek Kapłon (perkusja), Marek Piekarczyk (wokal) i Andrzej Nowak (gitara)

Jako kwintet zespół zadebiutował 12 lipca na koncercie Muzyki Młodej Generacji, w ramach Pop Session '81 w Sopocie. Wkrótce potem muzycy nawiązali współpracę z warszawską Agencją Koncertową PSJ. Następnie zespół wystąpił na wrocławskim festiwalu „Rock na Wyspie”. W działaniach organizacyjnych Rzehakowi pomagał wówczas Ryszard Piekarczyk, brat Marka. Natomiast we wrześniu zespół wystąpił, w warszawskim klubie „Stodoła”. Występ muzyków obserwował wówczas przedstawiciel wytwórni muzycznej Tonpress, z którą zespół podpisał kontrakt. Jeszcze w październiku w studiu nagraniowym Zjednoczonych Przedsiębiorstw Rozrywkowych w Teatrze STU w Krakowie zespół nagrał pierwszy singel z utworami „Mass Media” i „Wpadka”. Płyta winylowa sprzedała się w nakładzie 250 tys. egzemplarzy. Również w październiku zespół wystąpił w warszawskiej Sali Kongresowej, w ramach Rock Jamboree '81, towarzyszącej festiwalowi Jazz Jamboree. Miesiąc później zespół wystąpił na wyprzedanych koncertach m.in. w Opolu, Kędzierzynie, Poznaniu, Płocku, Białymstoku i Hajnówce. Pod koniec listopada TSA wystąpił na Rockowisku '81 w Łodzi przed kilkutysięczną publicznością. W grudniu został zrealizowany drugi singel na którym ukazały się utwory „51” i „Zwierzenia Kontestatora”. Po wprowadzonym pod koniec roku stanie wojennym w Polsce muzycy na krótko zawiesili działalność koncertową. Ponowne koncerty rozpoczęto już w pierwszym kwartale 1982 roku. Muzycy wystąpili wielokrotnie na Śląsku, a następnie w krakowskiej hali Wisły z zespołami Krzak i Laboratorium.

### Pierwsze albumy i zmiany w składzie (1982–1984)
W marcu 1982 roku w krakowskim Teatrze STU został zarejestrowany koncert. Materiał ukazał się na płycie winylowej zatytułowanej Live w 1982 roku. Trzy miesiące później zespół ponownie wystąpił w Krakowie w namiocie Teatru STU na Błoniach. Koncert został zarejestrowany, jednakże nie został opublikowany. W lipcu zespół zagrał w Toruniu, Bydgoszczy, Szczecinie, Świnoujściu, Gorzowie Wlkp., Zielonej Górze, Koszalinie i Kołobrzegu. 26 sierpnia TSA wystąpił gościnnie w koncercie finałowym III Ogólnopolskiego Przeglądu Muzyki Młodej Generacji w Jarocinie. Występ ten został zarejestrowany dla Programu III Polskiego Radia. Wkrótce potem podczas koncertu w warszawskim klubie „Riviera-Remont” ponownie dla Programu III Polskiego Radia został nagrany utwór „Trzy zapałki”. Natomiast w październiku w studiu KAW w Warszawie muzycy nagrali trzeci singel z utworami „Na co cię stać” i „Nocny sabat”. Wydawnictwo ukazało się nakładem wytwórni Polton. Jesienią zespół wystąpił na łódzkim festiwalu Rockowisku '82, który poprzedził dwutygodniową przerwę przed sesją nagraniową albumu studyjnego.
W listopadzie 1982 roku, w warszawskim studiu KAW muzycy rozpoczęli nagrania do albumu pt. TSA. Podczas sesji zarejestrowano również utwór „Marsz wilków” do filmu Akademia pana Kleksa. Po nagraniach zespół odbył szereg koncertów m.in. w południowej Polsce. Zespół TSA osiągnął wówczas szczyt popularności, a utwory „51”, „Trzy zapałki”, „Zwierzenia kontestatora” notowane były na licznych listach przebojów. W międzyczasie Nowak, Niekrasz i Piekarczyk wzięli udział w projekcie Zbigniewa Hołdysa pt. I Ching. W 1983 roku zespół otrzymał złotą płytę za singel Zwierzenia kontestatora/51. Natomiast w lipcu muzycy przystąpili do prac nad anglojęzycznym albumem zatytułowanym Spunk!, którego premierę zaplanowano na rok 1984. Wkrótce potem zespół rozpoczął próby przed nagraniem kolejnego albumu. Nagrania Heavy Metal World odbyły się we wrześniu w Teatrze STU w Krakowie. Po nagraniach odszedł Kapłon, a następnie Nowak. Ostatni koncert w starym składzie zespół zagrał 2 grudnia w Łodzi na festiwalu Rockowisko '83. Występ został zarejestrowany i wydany na kasecie zatytułowanej Live Rockowisko '83 w maju 1984 roku. Po odejściu z TSA Nowak nawiązał współpracę z wokalistką Martyną Jakubowicz. Kapłon dołączył do zespołu Banda i Wanda.

### Wyjazdy za granicę i anglojęzyczne nagrania (1984–1985)

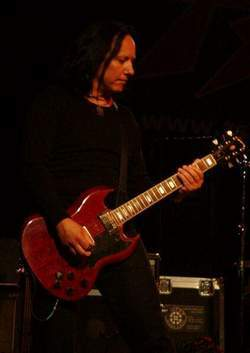
Stefan Machel podczas koncertu

Na początku 1984 roku do zespołu dołączył perkusista Zbigniew Kraszewski. Natomiast w lutym ukazała się oczekiwana płyta Spunk!. W ramach promocji zespół wystąpił w Berlinie Zachodnim, w trzyosobowym składzie ze względu na niewydanie paszportu Machelowi. Ograniczenia ustrojowe w Polsce uniemożliwiły dalszą promocję nagrań na zachodzie Europy. Wkrótce wytwórnia Polton zaanonsowała ukończenie produkcji płyty Heavy Metal World. Muzycy przystąpili do przygotowań promocyjnych wydawnictwa. TSA odbyło wówczas trasę koncertową ze szkockim zespołem Nazareth. Jako drugi gitarzysta do TSA dołączył natomiast Antoni Degutis. W czerwcu ukazał się album Heavy Metal World, który sprzedał się w nakładzie 150 tys. egzemplarzy. W promocji zespół wystąpił na Festiwalu Polskiej Piosenki w Opolu, a następnie w Krakowie, Łodzi, Kieleckiem i Olsztyńskiem oraz w Kołobrzegu na festiwalu „Rock nad Bałtykiem”. Po występie doszło do zamieszek, co spowodowało zakaz występów TSA w Kołobrzegu. Również w 1984 roku zespół po raz trzeci wystąpił na festiwalu w Jarocinie. Kolejny występ odbyły się we Wrocławiu na festiwalu „Rock na wyspie”, przerwany wybuchem milicyjnego granatu z gazem łzawiącym, ostatecznie zakończony z powodu złych warunków atmosferycznych. Pod koniec roku TSA wystąpiło na festiwalu Rockowisko '84 w Łodzi. Natomiast do kin trafił film Michała Tarkowskiego zatytułowany „Koncert”, w którym wystąpili muzycy. Zespołem zainteresował się również wybitny polski dokumentalista Andrzej Fidyk, realizując film pokazujący TSA podczas trasy koncertowej wyemitowany przez TVP.
W 1985 roku zespół podpisał kontrakt płytowy z wytwórnią muzyczną Mausoleum Records. Na przełomie marca i kwietnia muzycy rozpoczęli sesję nagraniową anglojęzycznej wersji płyty Heavy Metal World. Na wydawnictwie ukazały się utwory pochodzące z polskojęzycznych płyt Live i Heavy Metal World w nowych aranżacjach. Pod koniec kwietnia w Łodzi zostały zaprezentowane po raz pierwszy nagrania z zarejestrowanej płyty. W międzyczasie w Stanach Zjednoczonych nakładem American Phonograph nielegalnie ukazała się płyta Heavy, Heavy Metal, jako reedycja Spunk!. W sierpniu Mausoleum Records wydało płytę Heavy Metal World. W ramach promocji zespół wystąpił w Berlinie Zachodnim, Holandii i Belgii. Mimo zabiegów promocyjnych płyta nie odniosła sukcesu komercyjnego. W październiku Brukseli muzycy rozpoczęli nagrania nowej płyty jednakże w wyniku nieporozumień z wytwórnią płytową nagrania przerwano. Zarejestrowano ślady instrumentów do 7 utworów jednakże sesja nigdy nie została ukończona.

### Powrót Nowaka i rozwiązanie zespołu (1986–1989)
W styczniu 1986 roku w Krakowie zespół przystąpił do nagrań albumu Rock ’n’ Roll. W nagraniach gościnnie wziął udział Andrzej Nowak. W lutym zespół wystąpił na koncercie Rock bez maku z gościnnym udziałem Nowaka. Natomiast w maju TSA wystąpiło w ramach Live Aid w Warszawie wraz z zespołami Kat i Jaguar. 5 lipca w ramach koncertu Najlepsi z najlepszych zespół obchodził pięciolecie działalności artystycznej. TSA wystąpiło z udziałem Nowaka i Kapłona. Również w 1986 ukazał się singel z utworami „Wielka fiesta” i „Francuskie ciasteczka”, promujący płytę Rock ’n’ Roll. Jednakże w wyniku zastrzeżeń komunistycznego organu cenzorskiego płyta ukazała się dopiero dwa lata później. We wrześniu 1986 roku zespół wystąpił w Paryżu na koncercie zorganizowanym przez czasopismo L’Humanité. Pod koniec roku z zespołu odszedł Degutis i menedżer Jacek Rzehak. W 1987 roku do zespołu powrócił Andrzej Nowak. W styczniu muzycy rozpoczęli pracę nad rock operą Andrew Lloyd Webbera Jesus Christ Superstar w reżyserii Jerzego Gruzy. Przedstawienie zostało wystawione w Teatrze Muzycznym w Gdyni z Piekarczykiem w roli tytułowej.
Również w 1987 roku zespół wystąpił na festiwalu Metalmania. Latem Piekarczyk wystąpił w Jarocinie wraz z Ryszardem Riedlem. Jesienią zespół TSA odbył trasę koncertową wraz z grupami: Kombi, Dżem, Lombard i Lady Pank. W 1988 roku ukazał się album Rock ’n’ Roll. Na płycie w wyniku cenzury nie ukazał się utwór „Mechaniczny pies”. Na początku roku muzycy skupili się na występach Jesus Christ Superstar w Gdyni. Występy odbyły się również w Stanach Zjednoczonych. Po powrocie TSA wystąpiło w Poznaniu, a następnie udało się na koncerty w Rosji. Jesienią zespół powrócił do Polski gdzie w halach widowiskowych zaprezentowano rock operę. Zespół został zaproszony na jubileuszowy koncert z okazji dziesięciolecia grupy Dżem dnia 24 czerwca 1989, ostatecznie TSA nie zagrało, ponieważ Andrzej Nowak, Stefan Machel i Janusz Niekrasz postanowili wjechać na scenę swoimi Harleyami na co nie była przystosowana scena, więc muzycy odmówili występu. Zbulwersowany zachowaniem członków zespołu Marek Piekarczyk postanowił odejść z TSA. Mimo poszukiwań nowego wokalisty, muzycy nie znaleźli zastępstwa dla Piekarczyka. Z końcem 1989 roku zespół został rozwiązany.

### TSA i TSA-Evolution (1990–1993)
Piekarczyk po odejściu z TSA założył zespół Ball’s Power. Natomiast Machel, Niekrasz i Kapłon występowali jako Blues Power prezentując standardy bluesowe. W 1990 muzycy wznowili działalność bez Nowaka i Piekarczyka w składzie. Nowy zespół tworzyli Machel, Niekrasz, Kraszewski, gitarzysta Piotr Łukaszewski i wokalista Janusz Pyzowski. W lipcu muzycy wystąpili na Festiwalu Polskiej Piosenki w Witebsku. W nowym składzie zespół występował rzadko, głównie podczas pojedynczych koncertów klubowych. Na początku 1991 roku muzycy rozpoczęli próby przed realizacją nagrań album zatytułowanego TSA – Evolution. Następnie TSA wystąpiło podczas Festiwalu Polskiej Piosenki w Opole '91. Występ ten spotkał się z negatywną reakcją Piekarczyka i Nowaka. Tego samego roku na festiwalu w Jarocinie, jako TSA wystąpili Nowak i Piekarczyk w składzie z gitarzystą Pawłem Stompórem, basistą Andrzejem Walczakiem i perkusistą Dariuszem Biłykiem. Wkrótce potem Nowak i Piekarczyk oskarżyli Machela o bezprawne używanie nazwy TSA. Wówczas istniały zespoły TSA – Piekarczyka i Nowaka oraz TSA-Evolution – Machela i Niekrasza, którzy zarejestrowali nagrania w Izabelin Studio. Jednakże piosenki nigdy nie zostały wydane, z wyjątkiem utworu „We are together” wydanego na kompilacji Polskiego Radia.
W 1992 roku zmalało zainteresowanie występami TSA, jednakże Nowak i Piekarczyk podjęli się realizacji kolejnego albumu studyjnego zatytułowanego 52 dla przyjaciół. Wydawnictwo na płycie CD ukazało się tego samego roku nakładem wytwórni muzycznej Zic Zac. Po nagraniach zespół wystąpił kilkukrotnie w Polsce, następnie wyjechał do Stanów Zjednoczonych, gdzie TSA występowało dla Polonii. Koncerty te zostały udokumentowane na wydawnictwie USA ’92 – Live, które ukazało się wiosną 1993 roku. W czerwcu 1992 roku zespół zakończył występy w Stanach Zjednoczonych i zawiesił działalność. Wkrótce potem, po kilkunastu koncertach, zostało rozwiązane również TSA-Evolution. Piekarczyk i Nowak zamieszkali w Stanach Zjednoczonych, natomiast Degustis w Kanadzie. Kraszewski dołączył do zespołu O.N.A. Kapłon, Niekrasz i Machel ponownie rozpoczęli występy pod nazwą Blues Power. Jeszcze w 1992 roku na płycie CD ukazało się wznowienie albumu Heavy Metal World, jednakże nie towarzyszyła jej promocja ze strony zespołu, który wówczas już nie istniał. W 1993 roku były menedżer zespołu sprzedał przywłaszczone prawa do nagrań wydawnictwa, które ukazało się później nakładem firmy Sonic.

### Reaktywacja i ponowny rozpad zespołu (1996–1999)
Na przełomie 1996 i 1997 roku wydawnictwami TSA zainteresowała się wytwórnia muzyczna Warner Music Poland. Podpisany przez muzyków kontrakt doprowadził do wydania kompilacji The Best of TSA w 1997 roku. W ramach promocji ukazał się singel 51/Bez podtekstów do kraju przyjechał Nowak, który udzielił licznych wywiadów. Tego samego roku został zaplanowany koncert w Krakowie z udziałem Piekarczyka, Nowaka, Machela, Niekrasza, Kapłona, Kraszewskiego i Degustisa. Jednak koncert został odwołany z powodu wypadku samochodowego Machela. Koncert odroczono do 1998 roku. W ramach pomocy dla Machela, Piekarczyk zorganizował w Nowym Jorku koncert charytatywny. Z inicjatywy fan klubu „Alien” podjęto również próbę organizacji koncertu charytatywnego w Polsce, który z powodu problemów finansowych został ostatecznie odwołany. W 1998 roku wytwórnia Warner Music Poland zaanonsowała reedycję wydawnictw zespołu. Natomiast w marcu zapowiedziano pierwsze koncerty zespołu od 1992 roku. We wrześniu zespół zagrał pozytywnie przyjęte koncerty. TSA występował wówczas w składzie Nowak, Piekarczyk, Degutis, Paweł Mąciwoda i Duane Cleveland. Tego samego roku został nagrany koncert wydany później na płycie Live ’98. W listopadzie w Teatrze Powszechnym w Radomiu zespół zagrał pierwszy akustyczny koncert. Natomiast w grudniu w studiu Programu Trzeciego Polskiego Radia muzycy nagrali koncert TSA w Trójce akustycznie, który ukazał się rok później.
W styczniu 1999 roku ponownie doszło do konfliktu pomiędzy muzykami (klasycznego składu). Machel, Niekrasz i Kapłon złożyli pozew przeciwko Nowakowi i Piekarczykowi o bezprawne wykorzystanie dorobku zespołu. Mimo konfliktu jeszcze w marcu zespół zagrał koncerty promujące album TSA w Trójce akustycznie. Następnie Piekarczyk rozpoczął próby do rock opery Jesus Christ Superstar. Zespół odbył latem kilka koncertów, po czym we wrześniu ponownie TSA zostało rozwiązane.

### Ostatni etap działalności klasycznego składu (2000–2017)

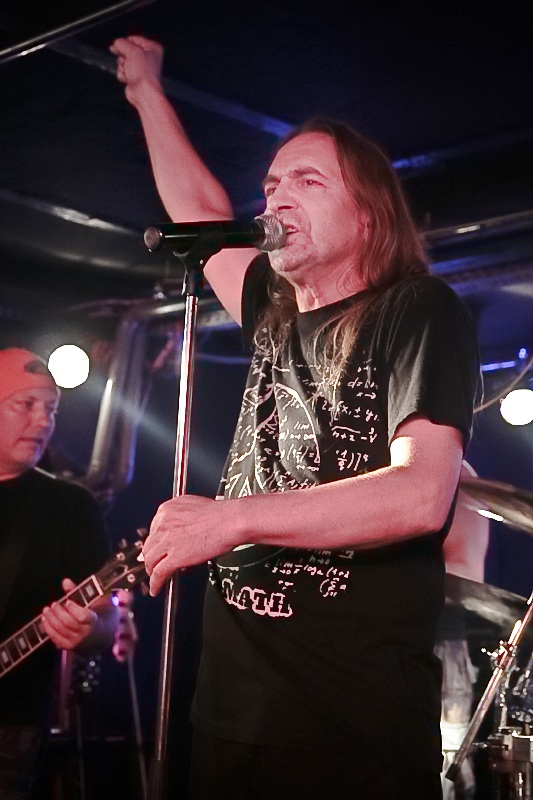
Marek Piekarczyk podczas koncertu we wrocławskim klubie Liverpool (2009)

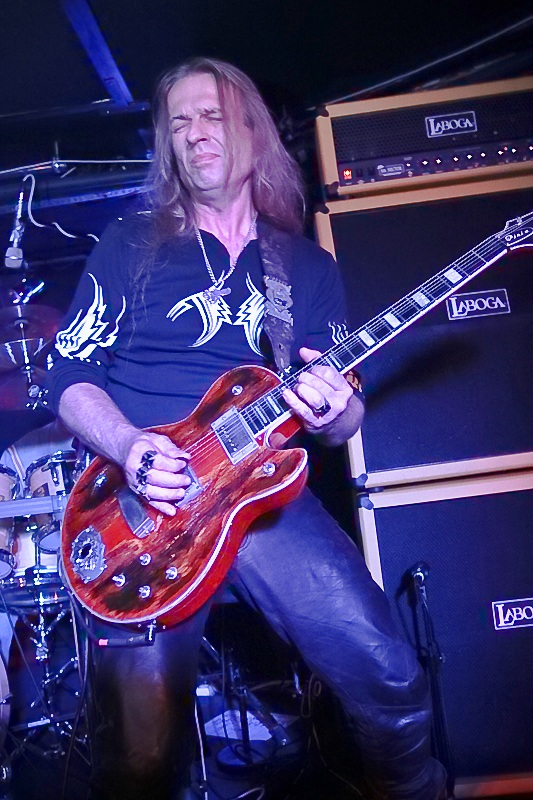
Andrzej Nowak podczas koncertu we wrocławskim klubie Liverpool (2009)

W sierpniu 2000 roku Piekarczyk, Niekrasz, Machel i Kapłon podpisali porozumienie odnośnie do przyszłej działalności zespołu. W październiku do porozumienia dołączył Nowak, co zwiastowało reaktywację TSA. W maju 2001 roku zespół dał pierwszy nieoficjalny koncert towarzyszący imprezie urodzinowej Marka Kapłona. Wydarzenie spowodowało zainteresowanie zespołem i jego oficjalny koncert odbył się 23 czerwca, w okolicach Kalisza. Kolejny koncert odbył się 22 lipca w Kaliszu, następne natomiast w Opolu, Warszawie i Poznaniu.
Na początku 2002 roku zespół wystąpił – w ramach Orkiestry Świątecznej Pomocy w Pruszkowie i w Płocku. Po koncertach muzycy rozpoczęli regularne próby w Opolu. Kolejne koncerty odbyły się w Tychach i Łodzi gdzie muzycy zagrali również akustycznie, w ramach zlotu fanów TSA. Wkrótce potem muzycy przystąpili do prac nad nowymi kompozycjami. Pierwszym z gotowych utworów była „Krew”, który muzycy później zaprezentowali podczas koncertów, w tym po raz pierwszy w Krakowie i Katowicach. Wiosną zespół Nowaka Złe Psy rozpoczął realizację nagrań co opóźniło prace nad płytą TSA. Jednak w międzyczasie muzycy wystąpili w Bełchatowie i Kędzierzynie-Koźlu. Na początku 2003 roku zespół pozyskał nowego menedżera Marcina Jacobsona, wieloletni współpracownik zespołów Krzak i Dżem. Wkrótce potem zespół ponownie wystąpił – w ramach Wielkiej Orkiestry Świątecznej Pomocy oraz odbył koncerty w Warszawie, Wilnie, Toruniu, Gliwicach, Bielsku-Białej, Częstochowie i Gdańsku. Latem zespół podjął rozmowy z wytwórniami muzycznymi zainteresowanymi wydaniem reedycji wydawnictw zespołu. W tym czasie TSA wystąpił w Bytomiu, Sierakowie, Biskupcu i Kołobrzegu. Natomiast w lipcu TSA wystąpił w Tychach na festiwalu im. Ryśka Riedla. W grudniu 2003 roku zespół udał się do Studia Polskiego Radia w Katowicach, gdzie odbyła się próbna sesja nagraniowa. Po ukończonych nagraniach przygotowano piloty utworów, które miały posłużyć podczas właściwiej sesji.
W 2004 roku muzycy podpisali kontrakt z wytwórnią muzyczną Metal Mind Productions, która zaproponowała korzystniejsze warunki. Po koncercie – w ramach Wielkiej Orkiestry Świątecznej Pomocy w Kutnie członkowie TSA wyjechali do Piaseczna, gdzie znajdowało się Studio 7. Miejsce nagrań zostało wybrane z polecenia Zbigniewa Kraszewskiego, który poprzednio w nim nagrywał. Sesję rozpoczęto 12 stycznia, a zakończono trzy tygodnie później. Gotowe utwory zostały zmiksowane w studiu S1. Wkrótce potem został zrealizowany teledysk do tytułowego utworu „Proceder”. Również w pierwszym kwartale roku TSA wystąpił poprzedzając koncert walijskiej grupy Budgie. Kolejne koncerty odbyły się w Warszawie, Krakowie i Katowicach na festiwalu Metalmania, który odbył się w Spodku. Występom TSA towarzyszyła promocja nowych nagrań w radiu, utwór „Proceder” dotarł do 6. miejsca Listy przebojów Programu Trzeciego Polskiego Radia. 5 kwietnia album Proceder został wydany. Następnie w ramach promocji zespół odbył cykl spotkań z fanami w salonach Empiku w Warszawie, Gdyni, Poznaniu, Łodzi, Wrocławiu, Krakowie i Katowicach. Pod koniec roku nakładem Metal Mind Productions ukazały się m.in. reedycje albumów Spunk! i Heavy Metal World. W październiku muzycy byli gośćmi programu Szansa na sukces w programie 2 Telewizji Polskiej.
Wkrótce potem zostało wydane pierwsze wydawnictwo DVD zespołu zatytułowane Live 1982 zawierające zapis koncertu w namiocie Teatru STU w Krakowie z 1982 roku. W ramach promocji DVD w kwietniu, maju i czerwcu 2005 roku zespół odbył szereg koncertów oraz wystąpił w finale programu Szansa na sukces, który odbył się w Sali Kongresowej w Warszawie. Natomiast w sierpniu TSA wziął udział w akcji „Rockiem w reżim”, mającą na celu przekazanie polskiej muzyki rockowej na Białoruś. Pod koniec roku muzycy zagrali szereg koncertów akustycznych m.in. w Łodzi, Warszawie i Skarżysku Kamiennej. Następnie TSA zagrało w ramach festiwalu „Rockowisko – 25 lat później”. Podczas koncertu wystąpiły również zespoły Dżem, Armia, KSU i Perfect. W 2006 roku zespół wznowił działalność koncertową przerwaną w grudniu poprzedniego roku w związku z problemami zdrowotnymi. TSA wystąpił m.in. w Poznaniu, Wrześni, Zabrzu i Gdańsku. W połowie roku prace nad solowym albumem zaanonsował Marek Piekarczyk, które prowadził w swym domowym studiu w Bochni. Tego samego roku ukazał się album Stało się – czas na prawdę... zespołu Janusz Niekrasz Band. W grudniu również 2006 roku została wydana kompilacja płyt zespołu TSA Box zawierająca 9 płyt audio i 1 płytę DVD. W 2007 roku zespół skupił się na działalności koncertowej i wystąpił m.in. w Świętochłowicach, Wieluniu, Paczkowie, Nowym Sączu, Bartoszycach, Olsztynie, Nowej Soli i Białymstoku. Na początku 2008 roku Niekrasz podjął pracę nad kolejnym wydawnictwem swojego projektu. Natomiast w lutym muzycy TSA rozpoczęli trasę koncertową po Polsce oraz zagrali koncert w Austrii. W czerwcu zespół został uhonorowany gwiazdą w Alei Gwiazd Polskiej Piosenki w Opolu. Odsłonięciu wyróżnienia dla TSA towarzyszył występ 30-osobowego chóru Politechniki Opolskiej. W lipcu TSA wystąpiło na koncercie ku pamięci współtwórcy zespołu Azyl P., Andrzeja Siewierskiego.
15 lutego 2009 roku zespół wystąpił charytatywnie w katowickim Mega Clubie na rzecz dzieci dotkniętych chorobą Sanfilippo. 21 marca wystąpił na festiwalu Rock Metal Fest w Krakowie wraz z takimi zespołami jak Kat, Acid Drinkers czy Virgin Snatch. 24 października ukazała się pierwsza solowa płyta wokalisty TSA Marka Piekarczyka zatytułowana Źródło.

### Zmiana wokalisty i rozłam w zespole (2017–2019)
2 grudnia 2017 roku Marek Piekarczyk przekazał fanom informację o opuszczeniu zespołu. Wtedy to ogłosił za pośrednictwem swojego oficjalnego profilu na Facebooku, że koncert w Gomunicach, jaki tego dniu grało TSA jest jego ostatnim koncertem z formacją. Informacja szybko została usunięta z profilu Piekarczyka, lecz zasiała zaniepokojenie wśród fanów grupy. Zespół oficjalnie nie odniósł się do decyzji wokalisty, jednak wkrótce potem pojawiła się informacja, że Piekarczyk zdecydował się przedłużyć współpracę z TSA, aby wypełnić kontrakty koncertowe. Ostatni z koncertów odbył się 24 marca 2018 roku w Gostyniu.
W drugiej połowie 2018 roku zespół ujawnił nowego wokalistę. Został nim Damian Michalski, znany m.in. jako uczestnik programu The Voice of Poland. Z nowym wokalistą TSA zagrało trzy koncerty, ostatni odbył się 1 września 2018 w Tychach. W maju 2018 roku został także rozwiązany oficjalny fan club zespołu „Alien”, który istniał nieprzerwanie od 1985 roku. W tym samym czasie narósł konflikt między członkami zespołu po tym, gdy wyszło na jaw, że Andrzej Nowak w tajemnicy przed pozostałymi muzykami zarejestrował znak towarowy TSA w Urzędzie Patentowym RP pod numerem R.263140 próbując uzyskać wyłączne prawa do nazwy zespołu. 26 września 2018 roku, na wniosek Marka Kapłona i Janusza Niekrasza, wszczęto procedurę sądową trwającą do 13 lutego 2019, kiedy to unieważniono zgłoszony znak towarowy. W uzasadnieniu organ orzekający ocenił działanie związane z rejestracją patentu, przez do tego momentu uprawnionego Andrzeja Nowaka, jako sprzeczne z zasadami współżycia społecznego, określając je mianem działania w złej wierze.
14 czerwca 2019 roku sekcja rytmiczna zespołu po długim milczeniu poinformowała, że zamierza kontynuować koncertowanie oraz realizowanie nowych nagrań, jednak ze względu na brak akceptacji i zrozumienia ze strony Andrzeja Nowaka i Stefana Machela, zrobi to w okrojonym składzie: TSA Michalski Niekrasz Kapłon. 18 czerwca Andrzej Nowak na łamach Magazynu Gitarzysta wystąpił z oświadczeniem odnosząc się do sytuacji, zamierzał on kontynuować działalność zespołu w nowym składzie. Do kontynuacji zespołu jednak nie doszło, a Nowak skupił się na swoim drugim zespole Złe Psy.

### TSA Dream Team, powrót Piekarczyka, śmierć Andrzeja Nowaka (od 2021)
W maju 2021 zespół reaktywował się w składzie: Marek Piekarczyk (śpiew), Andrzej Nowak (gitara), Stefan Machel (gitara), Paweł Mąciwoda (gitara basowa), Zbigniew Kraszewski (perkusja). W lipcu zespół zagrał koncert z okazji 40-lecia na Festiwalu w Jarocinie. Następnie wyruszył w trasę koncertową pod szyldem TSA Dream Team – 40 Tour, w ramach której zagrał 4 września 2021 na Summer Arenie w Gliwicach. Zapis z tego koncertu ukazał się w formie albumu koncertowego CD/DVD jako TSA Dream Team – Live 2021. Koncert ten był ostatnim, w którym uczestniczył Andrzej Nowak, który nieoczekiwanie zmarł 4 stycznia 2022. Po tym wydarzeniu grupa pozostała w czteroosobowym składzie.
15 marca 2022 grupa za pośrednictwem swojego profilu na Facebooku poinformowała o śmierci Jacka Rzehaka – byłego menadżera i autora tekstów wielu przebojów zespołu.
26 marca 2023 zespół w składzie Piekarczyk, Machel, Kraszewski, Mąciwoda wystąpił w programie Szansa na sukces. 8 listopada grupa wydała singiel pt. Bejbe pod szyldem TSA Dream Team. Singiel ukazał się w formie cyfrowej oraz w postaci płyty analogowej 7". 2 grudnia 2023 w Katowickim Spodku odbył się pierwszy koncert zespołu od śmierci Andrzeja Nowaka.

## Muzyka i teksty
W początkowym okresie działalności TSA czerpało inspirację z dokonań muzycznych grup AC/DC i wczesnego Led Zeppelin. Jednakże z czasem zespół rozwinął formułę prezentowanej muzyki, w ramach własnego stylu. Na anglojęzycznej wersji płyty Heavy Metal World (ang.) z 1985 roku słychać inspiracje ówczesnym metalem, ale na następnym, polskojęzycznym albumie Rock ’n’ Roll i kolejnych wydawnictwach zespół zaprezentował własne spojrzenie na styl rock i heavy metalu.
Na pierwszym po reaktywacji w XXI wieku albumie Proceder, obok tradycyjnych, rockowych i hardrockowych utworów (tytułowy „Proceder”, „Spóźnione pytania” czy „Tratwa”), pojawiają się rozwiązania typowe dla współczesnej muzyki („Matnia”, „To nie jest proste”, „Twoja szansa I” i „Twoja szansa II” czy „Płonę, płonę”), ekspresyjna piosenka („List XX”), eksperymenty z soulowymi zaśpiewami („Mój cień omija mnie”) i funkowym rytmem („Tak – nie – tak”).
W latach osiemdziesiątych teksty do utworów TSA pisał Jacek Rzehak. Miały one charakter kontestatorski, wyrażały niezgodę na komunistyczną „poprawność”. W dalszym okresie autorem słów do muzyki grupy był jej wokalista, Marek Piekarczyk. Jego teksty z płyty 52 Dla Przyjaciół są frywolne i zabawowe, lecz te z Procederu mówią o ludzkich wadach, i o tym, jak wielką krzywdę można wyrządzić wrażliwej jednostce kłamstwem i obłudą. W utworze Bejbe wydanym na singlu 7" Piekarczyk powrócił do frywolnej formuły.

## Instrumentarium

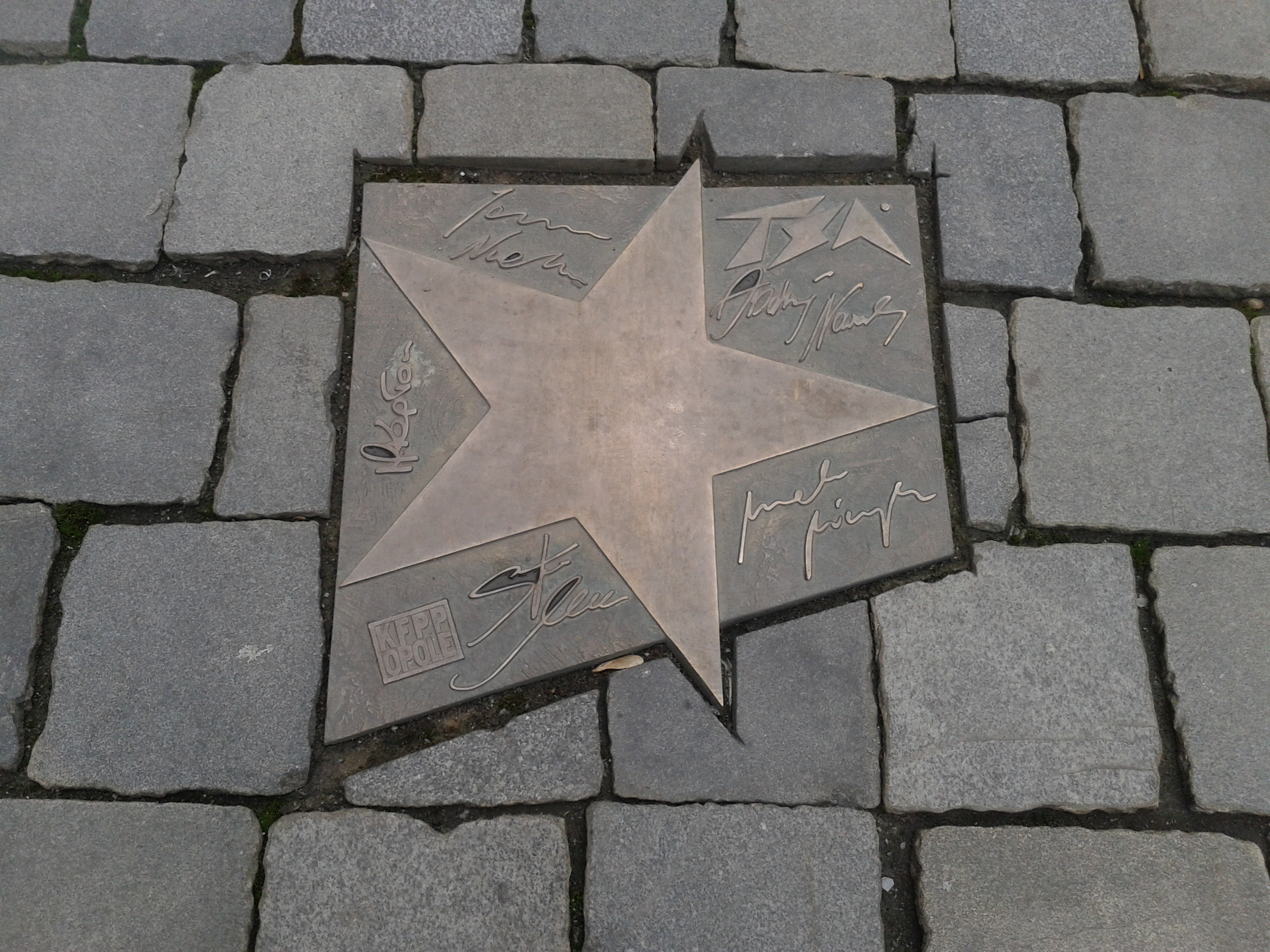
Gwiazda TSA w Opolu

Basista grupy Janusz Niekrasz początkowo grał na bezprogowej gitarze Fender Precision Fretless. Następnie na gitarach Fender Precision Bass i Music Man Sting Ray. Od 2001 roku gra na gitarze Fender Jazz Bass. Ponadto stosował następujące wzmacniacze basowe Marshall Super Lead, Marshall, Hughes&Kettner, a od 1998 używa modelu Hartke 7000.
Gitarzysta Stefan Machel podczas występów z TSA grał na takich gitarach jak: SG Jakubiszyn model, Gibson SG czy Marlin S.M. model. Od 1999 roku gra na gitarze Gibson Les Paul Standard. Machel ponadto stosował następujące wzmacniacze gitarowe Fender, Marshall 2203 100 W, Marshall S-Lead 100 W, a od 1998 roku używa modelu Marshall S-Lead 100 W oraz kolumn gitarowych firmy Noisy Box.
W 2016 roku Stefan Machel nawiązał współpracę z firmą produkującą wzmacniacze Evolution Amps. Używa zestawu dwu wzmacniaczy Amber 40 pracujących w konfiguracji bi-amping. Obecnie Stefan Machel używa gitar Gibson SG Supreme 2005 Transparent Emerald Burst.
Gitarzysta Andrzej Nowak przez większość lat działalności artystycznej grał na gitarach firmy Gibson. Nowak początkowo używał kopii modelu Les Paul, a następnie Fender Stratocaster, Gibson Les Paul Std., Gibson Les Paul Custom. Od 2009 roku muzyk stosuje gitary Hagstrom. Ponadto używał wzmacniaczy gitarowych Marshall bass 50W i Marshall S-Lead 100W. Pod koniec pierwszej dekady XXI wieku rozpoczął współpracę z firmą Laboga, która dostarcza Nowakowi wzmacniacze Mr. Hector.
Perkusista Marek Kapłon grał początkowo na zestawie perkusyjnym firmy Polmuz. W latach 1982–1998 używał perkusji Rodgers. Od 1998 roku Kapłon gra na bębnach firmy Pearl w następującej specyfikacji, werble: piccolo 3” x 13” i free floating sys. 6,5” x 14”; tom-tomy: 8” x 8”, 10” x 10”, 10” x 12”, 12” x 14”, 14” x 16”; bęben basowy: 18” x 22”. Muzyk używa następujących talerzy perkusyjnych: Bell 3000 10”, Novo Type China 3000 20”, Hi-hat Sound Edge Sound Formula 14”, Power Crash Reflector 3000 16”, Crash Reflectot 3000 18”, Hi-hat Sound Edge Sound Formula 14”, Splash Rude 3000 12”, Power Crash 3000 18”, Power Ride Rude 2002 22”, Power Crash 2002 20”, Power Ride Sound Formula 20” i China Type 3000 16”. Muzyk stosuje ponadto twin pedal P-202TW firmy Pearl.

## Muzycy

### Skład zespołu
- Marek Piekarczyk – śpiew (1981–1989, 1991–1992, 1998–1999, 2001–2018, od 2021)
- Stefan Machel – gitara, wokal wspierający (1980–1989, 2001–2018, od 2021)
- Paweł Mąciwoda – gitara basowa (1998–1999, od 2021)
- Zbigniew Kraszewski – perkusja, wokal wspierający (1984–1989, od 2021)

### Byli członkowie zespołu
- Andrzej Nowak – lider[74][75], gitara, śpiew (1979–1983, 1987–1989, 1991–1992, 1998–1999, 2001–2018, 2021–2022[76])
- Tomasz Zatwarnicki – gitara basowa (1979)
- Marek Raduli – perkusja, gitara (1980)[77][78]
- Ryszard Petelnik – gitara (1980)
- Leszek Wojtas – perkusja (1980)
- Janusz Niekrasz – gitara basowa, wokal wspierający (1980–1989, 2001–2018)
- Marek Kapłon – perkusja (1980, 1981–1983, 2001–2018)
- Antoni Degutis – gitara (1984–1986, 1998–1999)
- Paweł Stompór – gitara (1991–1992)
- Andrzej Walczak – gitara basowa (1991–1992)
- Dariusz Biłyk – perkusja (1991–1992)
- Duane Cleveland – perkusja (1998–1999)
- Damian Michalski – śpiew (2018)

## Dyskografia
| 1983                           | TSA - Data: marzec 1983 - Wydawca: Polton                         | 8  |
| 1984                           | Spunk! - Data: luty 1984 - Wydawca: Mega Records                  | –  |
| 1984                           | Heavy Metal World - Data: czerwiec 1984 - Wydawca: Polton         | 7  |
| 1985                           | Heavy Metal World - Data: sierpień 1985 - Wydawca: Mausoleum Rec. | –  |
| 1988                           | Rock ’n’ Roll - Data: kwiecień 1988 - Wydawca: Tonpress           | 14 |
| 1992                           | 52 dla przyjaciół - Data: wrzesień 1992 - Wydawca: Zic Zac        | –  |
| 2004                           | Proceder - Data: 5 kwietnia 2004 - Wydawca: Metal Mind Prod.      | 2  |
| „–” pozycja nie była notowana. |                                                                   |    |

| 1982                           | Live - Data: 1982 - Wydawca: Tonpress                                       | –  |
| 1984                           | Live Rockowisko '83 - Data: 1984 - Wydawca: Jako                            | –  |
| 1993                           | USA ’92 – Live - Data: marzec 1993 - Wydawca: Silverton                     | –  |
| 1998                           | Live ’98 - Data: listopad 1998 - Wydawca: Warner Music Poland               | –  |
| 1999                           | TSA w Trójce akustycznie - Data: marzec 1999 - Wydawca: Warner Music Poland | –  |
| 2004                           | 1981 - Data: 18 października 2004 - Wydawca: Metal Mind Prod.               | 34 |
| 2023                           | Live 2021 - Data: 8 grudnia 2023 - Wydawca: Mystic Production               | 14 |
| „–” pozycja nie była notowana. |                                                                             |    |

| Rok  | Tytuł                                                                             |
| ---- | --------------------------------------------------------------------------------- |
| 1982 | Mass media / Wpadka - Data: luty 1982 - Wytwórnia: Tonpress                       |
| 1982 | Zwierzenia kontestatora / 51 - Data: czerwiec 1982 - Wytwórnia: Tonpress          |
| 1983 | Na co cię stać? / Nocny sabat - Data: styczeń 1983 - Wytwórnia: Polton            |
| 1986 | Wielka Fiesta / Francuskie Ciasteczka - Data: lipiec 1986 - Wytwórnia: BUP/TSA    |
| 2023 | Bejbe / Jestem głodny (Live) - Data: grudzień 2023 - Wytwórnia: Mystic Production |

| 1982                           | „51” (live)               | 1  | –  | – | –  | Zwierzenia kontestatora / 51 |
| 1982                           | „Zwierzenia kontestatora” | 6  | –  | – | –  | Zwierzenia kontestatora / 51 |
| 1982                           | „Chodzą ludzie”           | 5  | –  | – | –  | Live                         |
| 1982                           | „Spółka”                  | 5  | –  | – | –  | Live                         |
| 1982                           | „Trzy zapałki”            | 8  | –  | – | –  | TSA                          |
| 1983                           | „Na co Cię stać”          | 8  | –  | – | –  | TSA                          |
| 1983                           | „Bez podtekstów”          | 3  | –  | – | –  | TSA                          |
| 1983                           | „Twoje sumienie”          | 9  | –  | – | –  | TSA                          |
| 1983                           | „TSA Rock”                | 9  | –  | – | –  | Live                         |
| 1983                           | „Alien”                   | 1  | –  | – | –  | Heavy Metal World            |
| 1984                           | „Kocica”                  | 8  | –  | – | –  | Heavy Metal World            |
| 1984                           | „Heavy Metal świat”       | 1  | –  | – | –  | Heavy Metal World            |
| 1985                           | „Ty, on, ja”              | 3  | –  | – | –  | Heavy Metal World            |
| 1985                           | „White Death”             | 8  | –  | – | –  | Heavy Metal World (ang.)     |
| 1985                           | „Lunatic Dancing”         | 21 | –  | – | –  | Heavy Metal World (ang.)     |
| 1986                           | „Jestem głodny”           | 7  | –  | – | –  | Rock ’n’ Roll                |
| 1987                           | „Pierwszy karabin”        | 34 | –  | – | –  | Rock ’n’ Roll                |
| 1987                           | „Wyciągam swoją dłoń”     | 7  | –  | – | –  | Rock ’n’ Roll                |
| 1993                           | „To boli”                 | 10 | –  | – | –  | 52 dla przyjaciół            |
| 1999                           | „Jodyna”                  | 7  | –  | – | –  | TSA w Trójce akustycznie     |
| 1999                           | „Wpadka”                  | 43 | –  | – | –  | TSA w Trójce akustycznie     |
| 2004                           | „Proceder”                | 6  | 27 | 6 | –  | Proceder                     |
| 2004                           | „List XX”                 | 11 | –  | 7 | 21 | Proceder                     |
| 2023                           | "Bejbe"                   | 8  |    |   |    |                              |
| „–” pozycja nie była notowana. |                           |    |    |   |    |                              |

| 1997                           | The Best of TSA (kompilacja) - Data: czerwiec 1997 - Wytwórnia: Warner Music Poland                   | –  |
| 2004                           | Live 1982 (DVD) - Data: 5 grudnia 2004 - Wytwórnia: Metal Mind Productions                            | –  |
| 2006                           | TSA Box (kompilacja) - Data: 11 grudnia 2006 - Wytwórnia: Metal Mind Prod.                            | 79 |
| 2007                           | Gwiazdy polskiej muzyki lat 80. (kompilacja) - Data: 13 listopada 2007 - Wytwórnia: TMM Polska        | –  |
| 2007                           | Gwiazdy polskiej muzyki lat 80. – vol. 2 (kompilacja) - Data: 27 grudnia 2007 - Wytwórnia: TMM Polska | –  |
| „–” pozycja nie była notowana. | |    |